# Gourretia manihinae
Gourretia manihinae is een tienpotigensoort uit de familie van de Callianassidae. De wetenschappelijke naam van de soort is voor het eerst geldig gepubliceerd in 1984 door Sakai.